# Neobracea martiana
Neobracea martiana är en oleanderväxtart som beskrevs av Attila L. Borhidi och O. Muniz. Neobracea martiana ingår i släktet Neobracea och familjen oleanderväxter. Inga underarter finns listade i Catalogue of Life.